# Zygmunt Fedorowicz

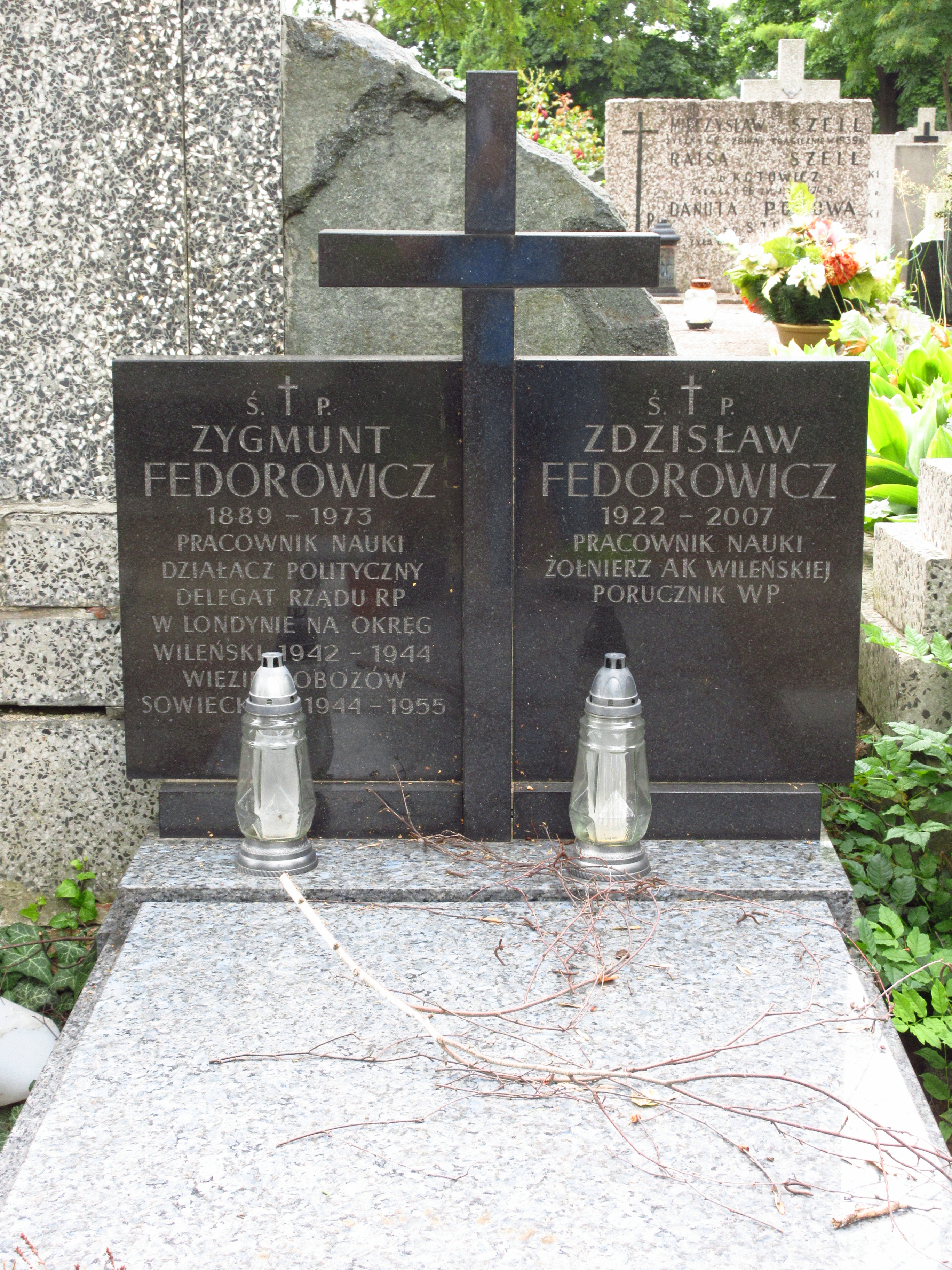
Grób Zdzisłąwa i Zygmunta Fedorowiczów na Cmentarzu Bródnowskim.

Zygmunt Józef Fedorowicz, ps. Albin, Pani Maria, Józef (ur. 11 marca 1889 w Warszawie, zm. 3 lutego 1973 tamże) – polski zoolog, nauczyciel, działacz Stronnictwa Narodowego, poseł na Sejm Litwy Środkowej, wicemarszałek Sejmu Litwy Środkowej w 1922 roku, w czasie II wojny światowej Delegat Rządu na Okręg Wileński.

## Życiorys
Syn Karola i Anny z domu Kałabuńskiej. Ukończył Gimnazjum E. Konopczyńskiego w Warszawie, następnie studiował na uniwersytecie w Louvain i Uniwersytecie Jagiellońskim. W latach 1913–1914 był asystentem w Zakładzie Anatomii Porównawczej UJ. Od 1914 mieszkał w Wilnie, będąc nauczycielem gimnazjalnym. W 1919 obronił doktorat na UJ. W okresie Litwy Środkowej był wicemarszałkiem Sejmu Wileńskiego. Od 1921 do 1924 był kierownikiem Państwowego Gimnazjum im. Króla Zygmunta Augusta w Wilnie, a od 1924 był dyrektorem Państwowego Gimnazjum im. Joachima Lelewela w Wilnie. Działał w Związku Ludowo-Narodowym. W 1927 był zastępcą oboźnego dzielnicy Wileńsko-Nowogródzkiej Obozu Wielkiej Polski. Był działaczem Stronnictwa Narodowego i redaktorem „Dziennika Wileńskiego”.
Od 1939 działał w strukturach konspiracyjnych Stronnictwa Narodowego, organizował też tajne nauczanie. W marcu 1942 został mianowany Delegatem Rządu na Okręg Wileński. Używał pseudonimów „Albin”, „Pani Maria” i „Józef”. W sierpniu 1944 został aresztowany przez NKWD, a następnie skazany na 10 lat łagru.
Do kraju powrócił w 1955. Od 1956 pracował jako adiunkt, a następnie docent w Instytucie Zoologii PAN. Był autorem wielu prac naukowych, m.in. Zarysu historii zoologii (1962).
Jego synem był Zdzisław Fedorowicz, ekonomista. Pochowany na Cmentarzu Bródnowskim (kwatera 61G-I-14).

## Ordery i odznaczenia
- Krzyż Oficerski Orderu Odrodzenia Polski (2 maja 1923)[2][7][8]
- Złoty Krzyż Zasługi z Mieczami (1968)[2]